# U 110 (1940)
El Unterseeboot 110 o (U 110) fue un submarino tipo IXB de la Kriegsmarine, capturado por la Royal Navy el 9 de mayo de 1941, en el cual se recuperó un gran número de documentos secretos cifrados. A la captura del U 110 se le dio posteriormente el nombre en clave de Operación Primrose y fue uno de los mayores secretos de la guerra. El presidente Franklin D. Roosevelt solo lo supo de voz de Winston Churchill en enero de 1942.

## Servicio
La quilla del U 110 fue puesta en grada el 1 de febrero de 1940 en los astilleros AG Weser, de Bremen. Fue dado de alta en la Kriegsmarine el 21 de noviembre de 1940 bajo el mando del Kapitänleutnant Fritz-Julius Lemp.
Lemp permaneció al mando del submarino U 110 a lo largo de su vida útil. Anteriormente, estuvo al mando del U 30, con el que hundió el buque de pasajeros Athenia el primer día de la guerra. Las circunstancias fueron tales, que se consideró someterlo a una corte marcial. A pesar de eso, continuó en activo, siendo considerado como uno de los más exitosos y rebeldes de su tiempo.
El U 110 realizó dos patrullas, en las que hundió 3 buques con un desplazamiento total de 10.149 toneladas, y dañó otros dos con un total de 8.675 toneladas. El 23 de marzo de 1941, su cañón de cubierta de 105 mm estalló, causando heridas a tres de sus tripulantes. El 9 de mayo de 1941, fue capturado y posteriormente se hundió.

## OperaciónPrimrose
El U 110 y el U 201 atacaron el convoy OB318 en el Atlántico, al sur de Islandia. Cuando falló el lanzamiento del torpedo, quedó descubierto, y la corbeta de escolta HMS Aubretia, respondió al ataque del U 110 localizándolo con su sonar y lanzándole cargas de profundidad.
El U 110 sobrevivió al ataque, pero resultó seriamente dañado. Tras un segundo ataque con cargas de profundidad, se vio obligado a salir a superficie, y Lemp anunció "Última parada, todo el mundo fuera", como orden de abandonar el buque. Cuando la tripulación salió a cubierta, se vio bajo el fuego de los destructores HMS Bulldog y HMS Broadway que pensaron que el submarino intentaba atacarlos con el cañón de cubierta. Los británicos cesaron en su ataque cuando comprendieron que el U-boot estaba siendo abandonado y que su tripulación se entregaba.
El comandante de la escolta,  el Capitán Joe Baker-Cresswell a bordo del Bulldog, reconoció la oportunidad de capturarlo, y junto con el Broadway intentó evitar que el U 110 se sumergiera. 
Lemp pensó que el buque se hundiría con los respiraderos abiertos y ordenó al operador de radio, Heinz Wilde, que dejara el libro de códigos y la máquina Enigma y saliera fuera. "El submarino se está hundiendo", contó que le había dicho. Otro operador de radio recuperó sus efectos personales ignorando el material secreto.
Cuando Lemp comprendió que el U 110 no se iba a pique, intentó nadar de vuelta para destruir el material secreto. No volvió a vérsele. Pudo haber sido tirado al agua por un marinero británico (como declaró un testigo alemán), pero se ignora su destino. Incluido Lemp, 15 perdieron la vida en esta acción y 32 fueron capturados.
La tripulación del Bulldog abordó el U 110, recogió del submarino todo lo que pudo transportar, incluidos los documentos secretos y la máquina Enigma. El U 110 fue tomado a remolque para ser transportado a Gran Bretaña, pero se hundió en ruta a Scapa Flow.
Los documentos capturados del U 110 ayudaron a descifrar los códigos secretos alemanes. La película U 571 está parcialmente inspirada en la captura del U 110 aunque con escaso rigor histórico ya que esta la protagonizan norteamericanos en vez de británicos.